# Botswana Basketball Association
La Botswana Basketball Association è l'ente che controlla e organizza la pallacanestro in Botswana.
La federazione controlla inoltre la nazionale di pallacanestro del Botswana. Ha sede a Gaborone e l'attuale presidente è Terence Showa.
È affiliata alla FIBA dal 1997 e organizza il campionato di pallacanestro botswanese.